# Henrique da Silveira
Henrique Cunha da Silveira (Terceira, 26 gennaio 1901 – Lisbona, 9 aprile 1973) è stato uno schermidore portoghese, vincitore di una medaglia di bronzo nella scherma ai giochi olimpici.